# Philometra inceptaria
Philometra inceptaria är en fjärilsart som beskrevs av Walker 1860. Philometra inceptaria ingår i släktet Philometra och familjen nattflyn. Inga underarter finns listade i Catalogue of Life.